# Erich Münch (Künstler)
Erich Münch (* 14. September 1936 in Basel; † 15. November 2019 ebenda) war ein Schweizer Bildender Künstler.

## Werk
Erich Münch war ein autodidaktischer Künstler. Seine Werke stellte er in Einzel- und Gruppenausstellungen im In- und Ausland aus. Münch war Mitglied der Basler Sektion der GSMBA und der Künstlergruppe «allart Basel». Der Kunstkredit Basel-Stadt erwarb Werke des Künstlers. Seine letzte Ruhestätte fand er auf dem Friedhof am Hörnli.